# 魏尔巴赫 (奥地利)
魏尔巴赫是奥地利上奥地利州因克赖斯地区里德县的一个市镇。总面积13平方公里，总人口628人，人口密度48.3人/平方公里（2005年）。